# Marie Marvingt
Marie Marvingt, de nom complet Marie Félicie Elisabeth Marvingt (Orlhac (Alvèrnia), 20 de febrer de 1875 – Nancy, 14 desembre de 1963) va ser una atleta i esportista, alpinista, pilot i periodista francesa. Va guanyar molts premis per les seves fites esportives incloent-hi natació, ciclisme, escalada de muntanya, esports d'hivern, vol en globus, vol, equitació, gimnàstica, atletisme, tir de rifle i esgrima. Va ser la primera dona a pujar a molts dels cims dels Alps suïssos i francesos. Va trencar un rècord de vol en globus, va ser pilot i durant la Primera Guerra Mundial va esdevenir la primera dona que va volar en missions de combat durant el conflicte. També va ser infermera quirúrgica qualificada i la primera infermera voladora certificada del món, treballant per l'establiment de serveis d'ambulància aèria per tot el món. Sembla que M. de Château-Thierry de Beaumanoir va ser qui, el 1903, va referir-se per primer cop a Marie Marvingt com La Fiancée du danger (L'amiga del perill), sobrenom que ella mateixa va utilitzar per a una publicació autobiogràfica el 1948. Aquest sobrenom també està inclòs a la placa commemorativa que hi ha a la façana de la casa on va viure, al número 8 de la plaça de Carrière, a Nancy.

## Biografia

### Primers anys
Marie Marvingt va néixer el 20 de febrer 1875 a Aurillac, la ciutat més important del departament de Cantal, França. Era filla de Félix Constant Marvingt, cap de correus, i d'Elisabeth Brusquin. Quan la mare va morir, el 1889, Marie Marvingt tenia 14 anys. Juntament amb el seu pare i quatre germans i germanes, es va traslladar a Nancy, al departament de Meurthe-et-Moselle, on viuria la resta de la vida. Va ser en aquesta època que va començar a devorar llibres d'exploradors i científics.
El seu pare la va animar a participar en esports. Es diu que als cinc anys ja nedava 4000 m en un sol dia i practicava molts altres esports com waterpolo, equitació, atletisme, boxa, arts marcials, esgrima, tir, tennis, golf, hoquei, futbol, esports d'hivern, alpinisme, i també algunes habilitats de circ. L'any 1890, a l'edat de 15, va fer el descens en canoa de gairebé 400 quilòmetres des de Nancy fins a Koblenz, Alemanya. També es va llicenciar en lletres, parlava cinc idiomes, entre els quals l'esperanto, escrivia poesia i novel·la, dibuixava, pintava i esculpia, a més de practicar la dansa. El 1899 es va treure el carnet de conduir.

### Èxits esportius

Marie Marvingt en la pràctica de l'esquí

Marvingt va esdevenir una atleta de classe mundial que va guanyar molts premis de natació, esgrima, tir, salt d'esquí, patinatge de velocitat, luge i bob. També va ser una alpinista especialitzada i entre 1903 i 1910 es va convertir en la primera dona que va pujar la majoria dels cims dels Alps francesos i suïssos –travessant l'Aiguille des Grands Charmoz i el Grépon Passi de Chamonix en un sol dia, amb la família Payot fent de guia. El 1905, durant una cursa, va ser la primera dona francesa a travessar París nedant pel Sena. Els diaris la van anomenar «l'amphibie coloret» («l'amfibi vermel»l) pel color del seu vestit de natació.
L'any 1907 va guanyar una competició internacional de tir militar amb una carrabina de l'exèrcit francès i va ser l'única dona que ha guanyat el trofeu Palms du Premier Tireur atorgat pel Ministre francès de Guerra. Va dominar les temporades d'esports d'hivern des del 1908 fins a 1910 a Chamonix, Gérardmer, i Ballon d'Alsàcia, on va quedar en primera posició en més de 20 ocasions. El 26 de gener de 1910 va guanyar la Coupe Leon Auscher al campionat del món femení de bob.
Li agradava molt el ciclisme i en una ocasió va anar en bicicleta de Nancy, França, fins a Nàpols, Itàlia, per veure una erupció volcànica. El 1908 li van rebutjar la sol·licitud per participar en el Tour de França per la seva condició de dona. Marvingt no volia renunciar a la seva ambició i després de cada etapa de la cursa corria el mateix recorregut completant-la amb èxit, cosa que només van aconseguir 36 dels 114 participants masculins. Va fer el Tour El 15 de març de 1910 l'Académie des Esports li va atorgar la Médaille d'Or  «per tots els esports», l'única medalla multi-esport que mai havien atorgat.

### Carrera aèria

#### Vol en globus

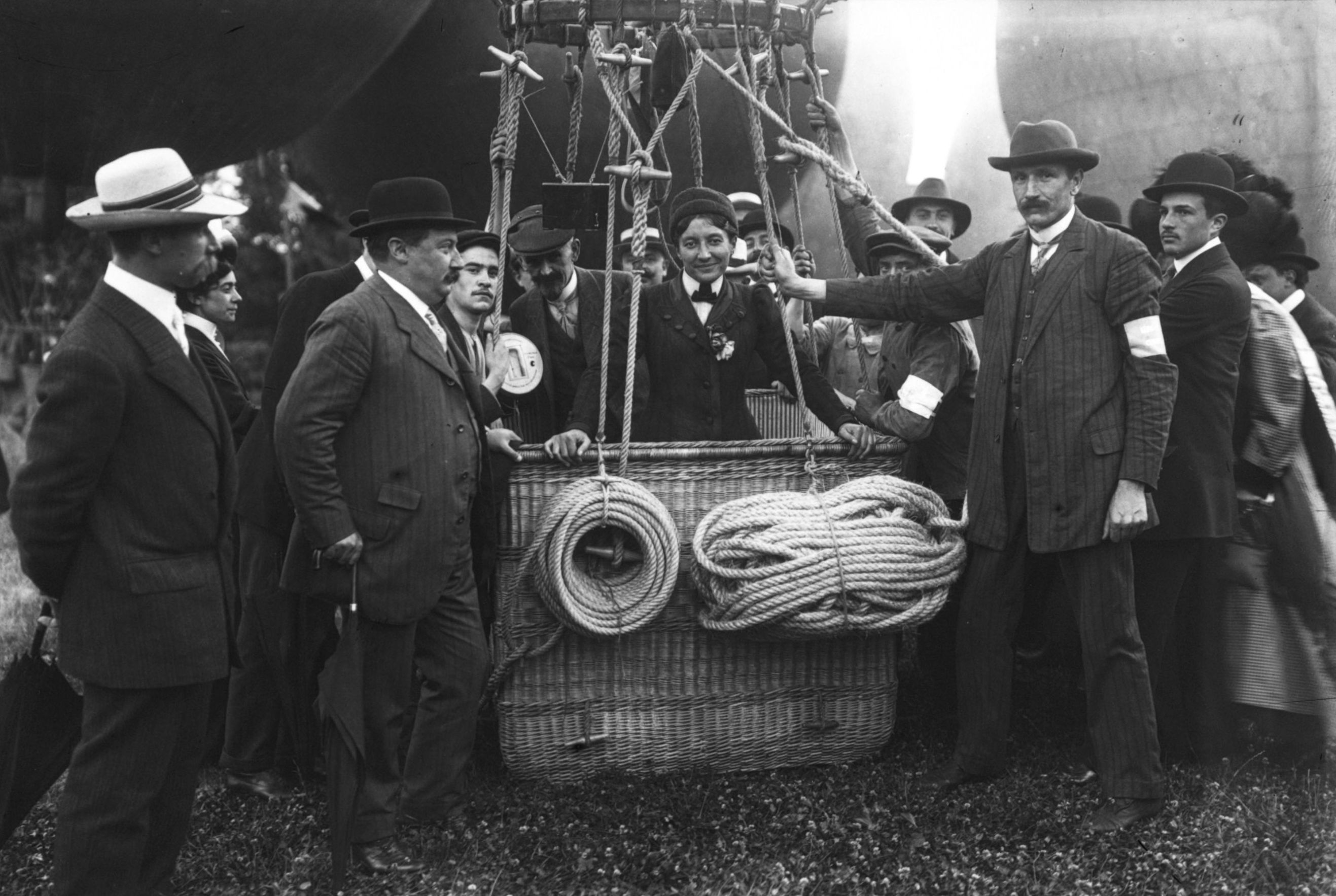
Gran Premi de l'Aéro Club de França, 26 de juny de 1910: sortida de Marie Marvingt.

Marie Marvingt va anar com a passatgera en un globus aerostàtic per primer cop el 1901. El 19 de juliol de 1907, en va pilotar un per primera vegada i el setembre de 1909, va fer el seu primer vol en solitari com a pilot de globus. Amb la idea de travessar el Mar del Nord pel Canal de la Mànega, el 26 d'octubre de 1909 Marvingt va sortir de Nancy amb el coronel Émile Garnier com a passatger, en un globus construït per la societat Astra i batejat com L'Étoile Filante (Estrella fugaç). El globus, conduït per Marie, va començar sobrevolant el nord de França, Bèlgica i Holanda per travessar, a la nit, el mar del Nord i arribar a Anglaterra, però el viatge sobre el mar va resultar molt perillós, ja que van trobar una tempesta de neu que va fer que la cistella toqués l'aigua del mar fins a 50 vegades. En arribar a Southwold, a la costa anglesa, la tempesta de neu va deixar pas a fortes ratxes de vent que van fer que el globus s'estavellés, aconseguint, però, completar la travessa de 720 km en 14 hores i 30 minuts i convertint-se així en la primera dona a fer-la. Va guanyar premis de vol en globus els anys 1909 i 1910. També el 1910 es va treure el certificat de pilot de globus de l'Aero-Club Stella. Tan sols durant l'any 1912 va realitzar fins a catorze ascensions en globus completant, entre d'altres, una travessa París - Mar d'Irlanda i una altra París - Brussel·les.
Aviació

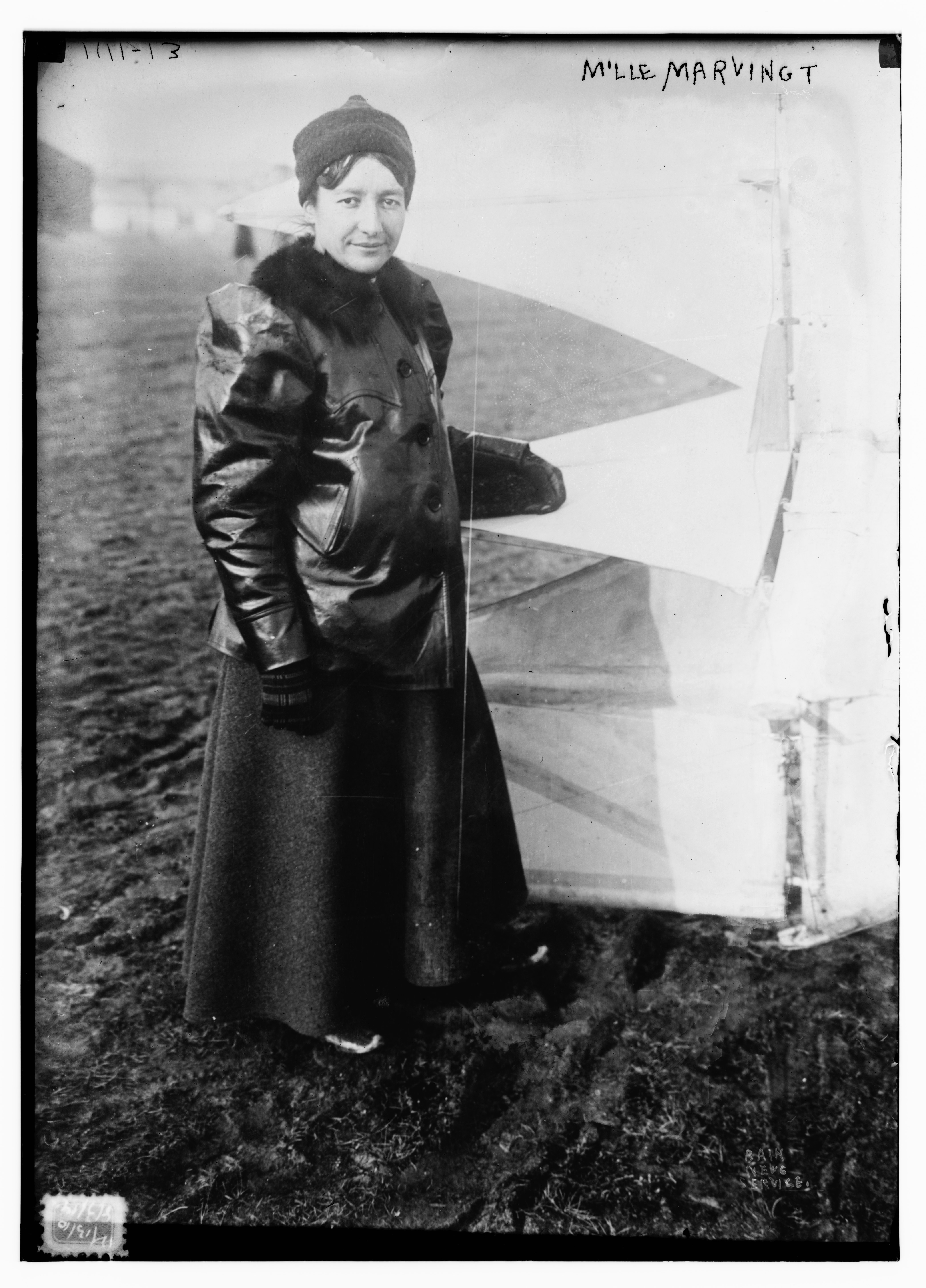
Marie Marvingt

El 10 de setembre de 1909, Marie Marvingt va experimentar el seu primer vol com a passatgera en un avió construït i pilotat per Roger Sommer. Durant l'any 1910, Hubert Latham, el rival anglés de Louis Blériot, va ser l'instructor de vol de Marie, que va volar en un avió Antoinette convertint-se en la primera dona de volar en solitari en aquest monoplà, que era molt difícil de controlar, i la tercera dona a treure's la llicencia de l'Aéro-Club de França, amb el número 281, el 8 de novembre de 1910, per darrere de Raymonde de Laroche i Marthe Niel. En aquesta època va conèixer i establir una bona relació amb de Laroche, amb qui compartia la passió pel vol.

#### Copa Femina
Després de treure's la llicència, Marie va competir en diverses ocasions a la Coupe Femina. El 3 de desembre de 1910, el Il·lustrated London News va presentar Marie Marvingt tot constatant que havia batut el rècord de vol de llarga distància femení, que estava en mans de Madame Laroche, volant amb un Aintoinette les 27 milles en 53 minuts a Mourmelon-le-Grand, on va ser alumna de Latham. Això feia pensar que probablement guanyaria la copa Femina d'aquell any, patrocinada per la revista del mateix nom, però no va ser així, ja que el 21 de desembre de 1910 va guanyar Hélène Dutrieu, que també guanyaria els anys 1911 i 1912. De fet, Marie Marvingt mai va guanyar el trofeu, ja que el 1913 va guanyar de Laroche i tot seguit es va haver d'interrompre a causa de la Primera Guerra Mundial.

#### Ambulàncies aèries: primer intent
El 1910 Marie Marvingt va proposar al govern francès el desenvolupament d'aeroplans per fer d'ambulàncies aèries. Amb l'ajuda de l'enginyer Becherau, de l'empresa Aéroplanes Deperdussin, va dissenyar la primera ambulància aèria i després va fer una campanya per aconseguir diners per comprar-ne una per al Govern francès i la Creu Roja. El 1912 va fer la comanda d'una ambulància aèria a Deperdussin, però mai va arribar a construir-se perquè el negoci va fer fallida després que el propietari, Armand Deperdussin, hagués malversat els diners de la empresa; en seria declarat culpable en un judici el 30 de març de 1917.

### Mundial i les forces armades franceses

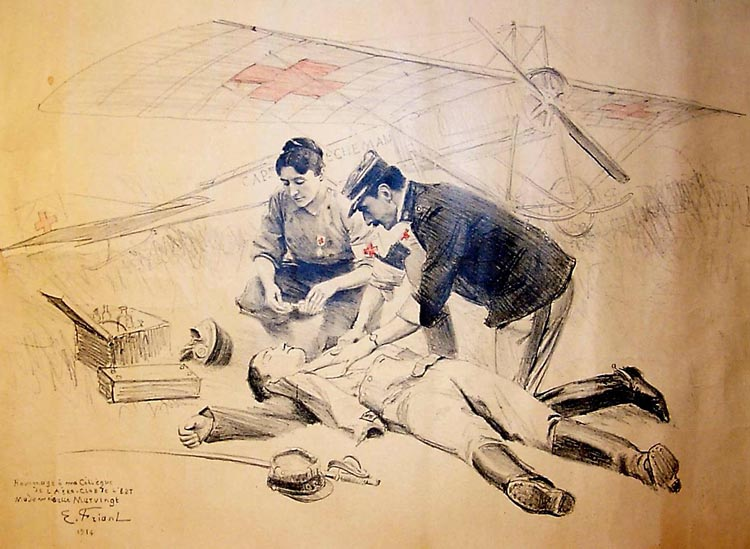
Marie Marvingt i la seva proposta d'ambulància aèria, dibuixat per Émile Friant el 1914

Durant la Primera Guerra Mundial i amb el vist-i-plau d'un lloctinent d'infanteria francès, va servir a la línia del front, disfressada d'home, com a soldat de 2a en el 42è Batalló. Va ser descoberta i enviada a casa, participant més tard en operacions militars amb el 3r Regiment de Tropes Alpines italià als Dolomites a petició directa del Mariscal Foch. També va servir com a infermera de Creu Roja.
L'any 1915 Marvingt va esdevenir la primera dona en el món a volar en missions de combat, en presentar-se voluntària en missions de bombardeig sobre territori ocupat per Alemanya per aquest motiu rebent la Croix de guerre pel seu bombardeig d'una base militar alemanya a Metz. Entre les dues Guerres Mundials va treballar com a periodista, corresponsal de guerra, i agent mèdica amb les forces franceses a l'Àfrica del nord. Durant la seva estança al Marroc va inventar uns esquís metàl·lics i va suggerir el seu ús perquè els avions poguessin aterrar a la sorra.

### Segona Guerra Mundial i ambulàncies aèries
Marvingt va dedicar la resta de la seva llarga vida al concepte d'evacuació aeromèdica, donant més de 3000 conferències i seminaris sobre el tema al llarg de quatre continents. Va ser co-fundadora de l'organització francesa Les Amies de l'Aviatión Sanitaire i també una de les organitzadores del reeixit Primer Congrés Internacional en Aviació Sanitària el 10 de maig de 1929.
El 1931 va crear el Repte Capitaine-Écheman, que atorgava un premi a la millor aeronau civil que fos transformable en ambulància aèria. L'any 1934 va establir un servei d'ambulància aèria civil al Marroc sent-li concedida la Medaille de la Paix du Maroc (Medalla de la Pau del Marroc). Aquell mateix any va desenvolupar cursos d'entrenament per a infermeres de vol, convertint-se el 1935 en la primera persona certificada com a tal. Els anys 1934 i 1935 va escriure, dirigir i aparèixer en dues pel·lícules documentals sobre la història, desenvolupament i ús de les ambulàncies voladores: Les Ailes qui Sauvent (Ales que Salven) i Sauvés par la Colombe (Salvats pel colom). El 24 de gener de 1935 Marvingt va ser nomenada Chevalier de la Légion d'honneur i posteriorment promocionada al grau d'Oficial l'any 1949.
El 1939, amb l'esclat de la Segona Guerra Mundial, la idea en què Marie Marvingt havia estat treballant durant gairebé trenta anys, va tornar a recuperar el protagonisme. El Cos d'Ambulàncies de Vol (L'Aviatión Sanitaire) format per dones pilot, infermers i infermeres, i doctors i doctores, tenia com a funció el rescat de ferits als camps de batalla utilitzant avions amb portalliteres i ajut mèdic eficaç. Mentre organitzava aquest cos, reclutant dones pilot i infermeres, va fer diverses visites a Amèrica per intercanviar opinions amb oficials del govern d'aquell país. A França va rebre el suport de les autoritats incloent els Mariscals Foch i Joffre. Simultàniament més de cinc-centes infermeres, amb almenys deu hores d'experiència de vol, es van unir al nou cos de paracaigudistes, creat per una altra coneguda aviadora francesa, Maryse Hilsz. Amb l'uniforme d'infermera i portant subministraments, Hilz i d'altres saltaven en paracaigudes quan les condicions climàtiques no permetien que les ambulàncies voladores aterressin. Aquell mateix any va establir un centre de convalescència per a aviadores ferides, servint com a infermera quirúrgica i inventant un tipus nou de sutura quirúrgica.

### Després de la guerra

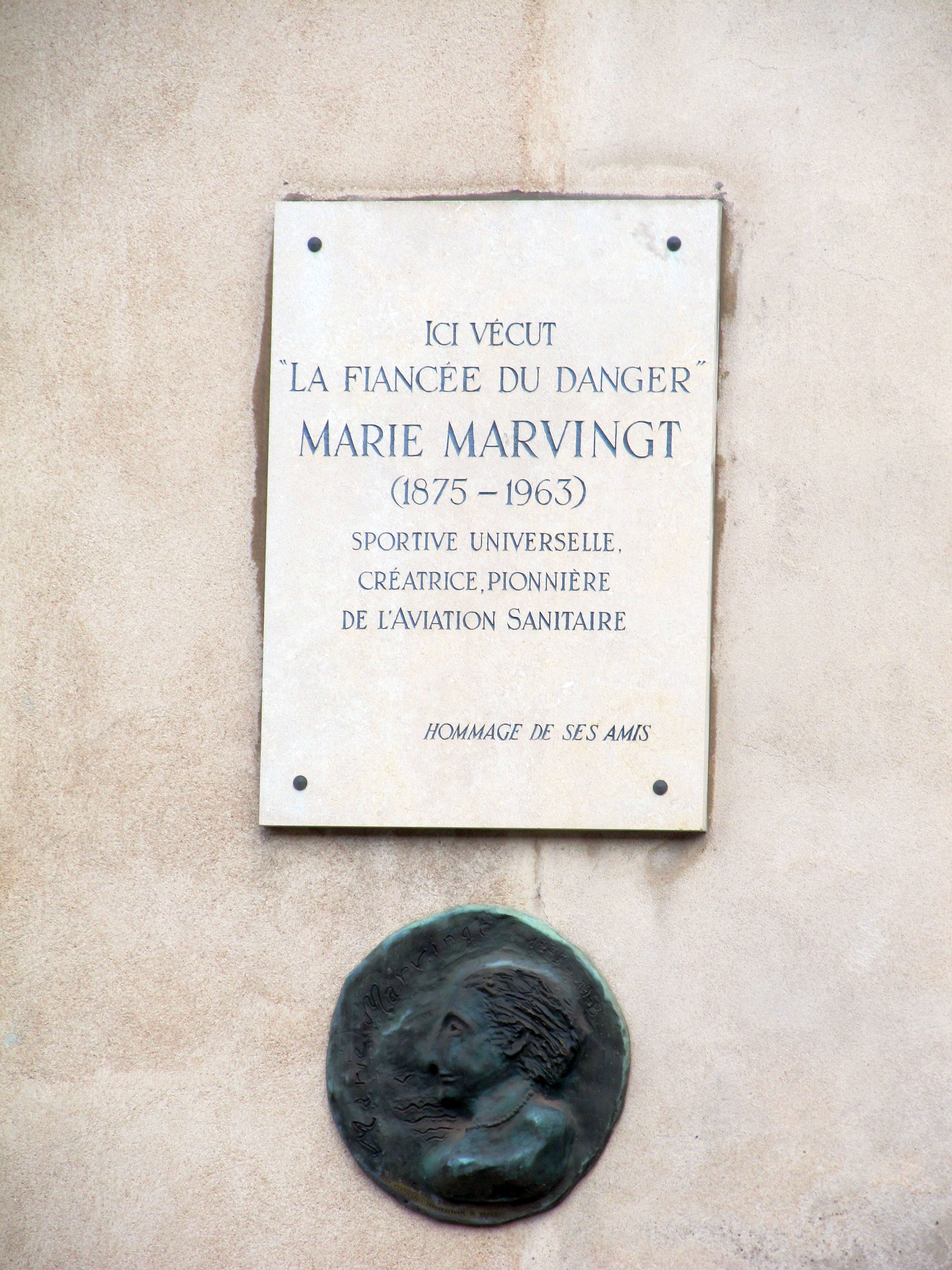
Placa commemorativa de Marie Marvingt a la Place de la Carrière de Nancy

En acabar la Segona Guerra Mundial, Marie Marvingt es va instal·lar a l'hotel Lotti, propietat d'Armand Lotti, heroi de la travessa de l'Atlàntic nord, i va començar a escriure. Primer va escriure la seva història i la va titular, com no podia ser d'altra manera, La Fiancée du danger i després, a Ma traversée de la mer du Nord en ballon, explica la seva experiència a la travessa en globus que va fer l'any 1909. El 30 de gener de 1955 va rebre el Gran Premi Deutsch de la Meurthe de la Fédération Nationale d'Aéronautique a la Sorbonne per la seva feina en l'aviació medicalitzada, i el 20 de febrer d'aquell mateix any, el dia del seu vuitantè aniversari, Marvingt va sobrevolar Nancy de passatgera amb un pilot de la Força Aèria dels Estats Units des de la base aèria de Toul-Rosières en un caça. Aquell mateix any també va estudiar per ser pilot d'helicòpters, tot i que mai es va arribar a treure la llicència. L'any 1961, a l'edat de 86, va recórrer més de 300 Km en bicicleta de Nancy a Paris.

### Mort i reconeixement pòstum
Marie Marvingt va morir el 14 de desembre de 1963 amb 88 anys a Laxou, un petit poble al departament de Meurthe-et-Moselle, al nord de França oriental. El seu funeral va ser el 17 de desembre a Saint-Epvre i va ser enterrada al Cimetière de Préville, Nancy, Lorraine. A França hi ha carrers, escoles, clubs de vol, etc., amb el seu nom. També es va emetre un segell de correu aeri en el seu honor el 29 de juny de 2004 amb un valor de 5.00 €.